# 766-й отдельный пехотный полк (КНДР)
766-й отдельный пехотный полк (кор. 제766독립보병련대) — полк лёгкой пехоты Корейской народной армии (КНА) Корейской Народно-Демократической Республики (КНДР), существовавший непродолжительное время в период Корейской войны. Полк базировался в Хверёне, Северная Корея, и был также известен как 766-е подразделение (кор. 766 부대). Будучи хорошо подготовленным к десантным операциям и нетрадиционным боевым действиям, 766-й полк считался подразделением специального назначения, северокорейским аналогом коммандос. Полк был обучен проводить атаки с моря и затем обеспечить для других северокорейских подразделений возможность вести наступательные операции, проникать в тыл противника и уничтожать вражеские линии снабжения и коммуникаций.
Созданный в 1949 году полк проходил обучение в течение более чем года до начала Корейской войны 25 июня 1950 года. В этот день половина полка, возглавляя наступление сил Северной Кореи против южнокорейских войск на суше и на море, вынудила их отступить после нескольких дней боевых действий. В течение следующих шести недель полк медленно продвигался на юг Корейского полуострова, действуя в качестве передового подразделения северокорейской армии. Пострадав от отсутствия поставок ресурсов и растущего числа жертв, полк был задействован в битве за Пусанский периметр, ставшей частью наступления, имевшего целью заставить войска Организации Объединённых Наций (ООН) эвакуироваться из Кореи.
Последним сражением для полка стало сражение у Пхохана, когда его солдаты безуспешно пытались отбить город у занимавших его солдат ООН. Изрядно «потрёпанный» морскими и воздушными силами ООН и понёсший огромные потери в ходе непрерывных боёв полк был вынужден отступить с поля боя у Пхозана. Он двигался на север, присоединившись к концентрации других подразделений КНА, прежде чем был расформирован; его солдаты влились в состав 12-й дивизии КНА.
Полк показан в южнокорейском художественном фильме 71: В огне.